# 石鑑
石 鑑（せき かん）は、五胡十六国時代の後趙の第6代皇帝。石鑒とも。字は大朗。石遵の死後に皇帝に擁立されたが、実態は石閔（後の冉閔）の傀儡に過ぎず、翌年には殺害されて政権を奪われた。

## 生涯
中山王石虎の三男として生まれた。
333年8月、石虎は丞相・魏王・大単于となると、自らの諸子を王に封じた。この時、石鑑もまた代王に封じられた。
337年1月、石虎が大趙天王を自称すると、石鑑は義陽公に降封となった。
339年8月、征討大都督夔安は歩兵5万を率いて荊揚北部へ、騎兵2万を率いて邾城へ侵攻すると、石鑑は石閔・李農・張賀度・李菟と共にその傘下に入った。9月、後趙軍は各地で東晋軍に大勝して多数の将兵を討ち取り、邾城・石城を陥落させて7千戸余りを引き連れてから帰還した。
後に関中の統治を任されるようになったが、石鑑はしばしば民を労役に駆り出し、さらに重い税を課していたので人心を失ってしまったという。
345年、友人である李松は石鑑へ「文武官で長髮な者から、その髪を抜いて冠纓とし、残りは宮人に与えるのです」と勧めた。石鑑はこれに従ったが、髪を抜かれた長史はこの一件を石虎へ報告した。これを聞いた石虎は激怒し、右僕射張離を征西左長史・龍驤将軍・雍州刺史に任じて調査を命じた。その結果事実であった事が判明すると、石虎は石鑑を更迭して鄴に呼び戻し、李松を逮捕した。代わって石苞が長安の統治を任された。
その後、天王太子石宣・右僕射張離らの画策により、石鑑・秦公石韜・燕公石斌・楽平公石苞の領する官吏は197人のみ・帳下兵は200人のみに制限された。これにより、みな恨みを抱いたという。
349年1月、石虎が帝位に即くと、石鑑は義陽王に進封となった。
4月、石虎が死去すると、弟の石世が後を継いだ。丞相張豺の勧めにより、石鑑は右丞相に任じられた。5月、彭城王石遵が石世を廃して自ら即位すると、石鑑は侍中に任じられた。
11月、石遵は石鑑・石苞・汝陰王石琨・淮南王石昭らを集めて鄭皇太后の前で会議を開くと「閔（石閔）の臣下に有るまじき振る舞いが次第に明らかとなって来た。今これを誅殺したいと思うが、どう思うか」と問うと、石鑑らはみな「そうすべきです！」と述べた。だが、鄭皇太后は「李城から兵を還した時（石遵は李城で挙兵し、鄴を攻略して帝位を簒奪した）、もし棘奴（石閔の幼名）が無くば、今日という日は無かったでしょう！少しの驕りは容赦なさい。どうしてすぐ殺そうとするのです！」と反対したので、取りやめとなった。石鑑は退出すると、宦官楊環を使者として石閔のもとへ派遣し、全てを密告した。その為、石閔は司空李農・右衛将軍王基と結託して石遵廃立を企てると、将軍蘇彦・周成に3千の兵を与えて石遵を捕らえさせた。この時、石遵は南台において婦人と碁に興じており、すぐさま捕らえられた。石遵は周成へ「反したのは誰か」と問うと、周成は「義陽王鑑が立つべきです」と答えた。これに石遵は「我でさえこのような事になったのだ。鑑ならいつまで保てようか！」と言い放った。石遵は琨華殿において処刑され、鄭皇太后・張皇后・皇太子石衍（石斌の子）・孟準・王鸞・上光禄張斐らも纏めて殺害された。その後、石鑑は石閔により擁立され、帝位に即いた。大赦を下すと、石閔を大将軍・録尚書事に任じ、武徳王に封じた。李農を大司馬・録尚書事に、郎闓を司空に、秦州刺史劉羣を尚書左僕射に、侍中盧諶を中書監に任じた。この時、氐族酋長蒲洪（後の苻洪）は枋頭において勢力を保っていたので、石鑑はこれを憂慮して懐柔しようと謀り、都督関中諸軍事・征西大将軍・雍州牧・領秦州刺史に任じたが、蒲洪は応じなかった。
石鑑は皇帝となったものの、実権は石閔・李農に掌握されており、傀儡政権に過ぎなかった。
12月、石閔・李農の専横を恐れた石鑑は、石苞・中書令李松・殿中将軍張才に命じて琨華殿にいる石閔らへ夜襲を掛けさせたが、成功しなかった。これにより宮中は大混乱に陥った。石鑑は石閔らの報復を大いに恐れ、この件に一切関係ないかのように振る舞い、その夜のうちに西中華門において実行犯の李松・張才・石苞を殺害した。
襄国を鎮守していた新興王石祗が石閔・李農の誅殺を掲げて反旗を翻すと、石閔は石琨・張挙・呼延盛らに討伐を命じた。
中領軍石成・侍中石啓・前の河東郡太守石暉は石閔と李農の誅殺を企てたが、事が露見して逆に殺害された。
龍驤将軍孫伏都・劉銖もまた石閔らの誅殺を企て、羯族の兵士3千人を胡人の居住区域に伏せて隙を窺った。この時、石鑑は中台にいたが、孫伏都らは30人余りの将を率いて台に昇ると、石鑑の身柄を確保して石閔らの討伐準備を始めた。石鑑は孫伏都が閣道を破壊しているのを見て、その理由を問うた。孫伏都は「李農らが反乱を起こし、既に東掖門におります。臣は衛士を率いてこれを討たんと考えており、謹んで先に知らせに参りました」と答えると、石鑑は「卿は功臣である。官（我）のために陳力するように。朕は台の上から観ている。必ずやその働きに報いよう」と述べた。その後、孫伏都らは石閔らを攻めるも敗北を喫し、退却して鳳陽門に立て籠もった。石閔らは数千の兵を率いて金明門を破壊し、中台へ向かった。石鑑は殺されるのを恐れ、すぐに石閔と李農を招き寄せ、門を開いて中へ迎え入れると「孫伏都が造反したぞ。卿らは速やかにこれを討つように」と命じた。李農は孫伏都らを攻撃すると、これを撃破してその首級を挙げた。鳳陽門から琨華殿へ至るまで屍が連なり、流血は川を成す程であったという。石閔は尚書王簡・少府王鬱に数千の兵を与えて石鑑を御龍観へ軟禁させ、食事については吊り下げて振る舞った。その後、石閔は漢人主導の政権確立を目論んで胡人の大量虐殺を始めるようになり、貴賤・男女・幼老の区別無く、20万人余りが殺害された。
350年1月、石閔は自らの独断で国号を「衛」に変更し、自らの姓を「李」と改めた。さらに、大赦を下して青龍と改元した。だが、太宰趙庶・太尉張挙を始め万を越える公卿が離反し、その多くは襄国の石祗を頼った。さらに、石琨は冀州へ逃亡し、撫軍将軍張沈は滏口へ、張賀度は石瀆へ、建義将軍段勤は黎陽へ、寧南将軍楊群は桑壁へ、劉国は陽城へ、段龕は陳留へ、姚弋仲は灄頭へ、蒲洪は枋頭へ拠り、彼らは各々数万の兵を擁して李閔へ反旗を翻した。
同月、石琨・張挙・王朗が7万の兵を率いて鄴へ侵攻すると、李閔は千余りの騎兵を率いてこれを迎え撃ち、両軍は城北において激突した。石琨らは大敗を喫し、軍を退却させた。さらに、李閔は李農と共に3万の兵を率い、石閔に反抗して石瀆に拠っていた張賀度を討伐した。
2月、捕らわれていた石鑑は李農らが不在の隙に鄴を奪還しようと企み、滏口に拠っていた張沈へ密書を書いた。だが、その使者となった宦官は寝返って李閔へ密告したので、李閔と李農は鄴へすぐさま帰還した。そして遂に石鑑を廃立すると、これを殺害した。その在位は103日だった。石虎の孫28人も皆殺しとなった。

## 宗室

### 父母
- 父：太祖武帝（石虎）

### 兄弟
- 石邃（廃太子）
- 石宣（廃太子）
- 石韜
- 石沖
- 石遵（廃帝彭城王）
- 石苞
- 石斌 - 石勒の養子
- 石挺
- 石琨
- 石祗（新興王）
- 石炳
- 石世（廃帝斉公）